# Österreich-Rundfahrt 1965
Die Österreich-Rundfahrt 1965 begann am 29. Mai und endete am 5. Juni. Es war die 17. Austragung des Etappenrennens Österreich-Rundfahrt. Sieger wurde Hans Furian.

## Teilnehmer
Am Start waren Nationalmannschaften aus Belgien, Bulgarien, der DDR, Luxemburg, den Niederlanden, Polen und Österreich. Dazu kamen einige Regionalteams aus Österreich. Insgesamt nahmen 60 Radrennfahrer die Rundfahrt in Angriff.

## Rennen
Das Rennen führte über insgesamt acht Etappen mit einem Einzelzeitfahren zu Beginn. Die Gesamtdistanz der Rundfahrt betrug 1.282 Kilometer. Neben der Einzelwertung wurde eine Mannschaftswertung und eine Bergwertung ausgetragen.
Bis zur 6. Etappe trug Wim Schepers das Führungstrikot. Nach dieser Etappe wurde er wegen der Verwendung verbotener Substanzen aus dem Rennen ausgeschlossen. Auch die Etappensieger Rüdiger Tanneberger und Andrzej Bławdzin wurden aus diesem Grund vom Rennen suspendiert, ihre Tageserfolge jedoch nicht gestrichen. Die niederländische Mannschaft brach daraufhin das Rennen ab. 42 Fahrer beendeten das Rennen. Die Vorentscheidung in der Einzelwertung fiel auf der 7. Etappe.

## Etappen
| Etappe        | Länge in km                     | Sieger                        |
| ------------- | ------------------------------- | ----------------------------- |
| 1 (1. Hälfte) | 48 Kilometer (Einzelzeitfahren) | Wim Schepers, Niederlande     |
| 1 (2. Hälfte) | 70                              | Andrzej Bławdzin, Polen       |
| 2             | 185                             | Robert Csenar, Österreich     |
| 3             | 128                             | Romain Furnière, Belgien      |
| 4             | 200                             | Jean Monteyne, Belgien        |
| 5             | 146                             | Rüdiger Tanneberger, DDR      |
| 6             | 172                             | Nicolas Sassel, Luxemburg     |
| 7             | 102                             | Mathieu Pustjens, Niederlande |
| 8             | 205                             | Josy Allard, Luxemburg        |

### Einzel (Gelbes Trikot)
Im Endklassement siegte Hans Furian aus Österreich. Er gewann die Rundfahrt, ohne selbst einen Etappensieg erzielt zu haben.
| Platz | Name             | Mannschaft | Zeit       |
| ----- | ---------------- | ---------- | ---------- |
| 1.    | Hans Furian      | Österreich | 35:31:12 h |
| 2.    | Józef Beker      | Polen      | + 0:13 min |
| 3.    | Ryszard Zapała   | Polen      | + 2:22 min |
| 4.    | Hans Königshofer | Österreich | + 3:40 min |
| 5.    | Jean Monteyne    | Belgien    | + 5:40 min |
| 6.    | Adolf Hiebl      | Österreich | + 6:15 min |

### Mannschaftswertung
Die Mannschaftswertung gewann das Team aus Polen vor der DDR und Österreich.

### Bergwertung
Sieger der Bergwertung wurde Ryszard Zapała vor Bernhard Eckstein.